# Wyeomyia aequatorianna
Wyeomyia aequatorianna är en tvåvingeart som beskrevs av Levi-castillo 1954. Wyeomyia aequatorianna ingår i släktet Wyeomyia och familjen stickmyggor.
Artens utbredningsområde är Ecuador. Inga underarter finns listade i Catalogue of Life.